# Emirates Cup (ciclisme)
L'Emirates Cup era una cursa ciclista professional d'un dia que es disputava als Emirats Àrabs Units. Es va crear el 2009, i va formar part de l'UCI Àsia Tour amb categoria 1.2.

## Palmarès
| Any  | Vencedor          | Segon                | Tercer          |
| ---- | ----------------- | -------------------- | --------------- |
| 2009 | Ayman Ben Hassine | Abdelbasset Hannachi | Omar Hasanein   |
| 2010 | Malcolm Lange     | Erwan Brentech       | Benjamin Giraud |